# Castelfalfi
Castelfalfi è una frazione del comune di Montaione, nella città metropolitana di Firenze.

## Storia
Dagli Etruschi al Medioevo
La storia di Castelfalfi affonda le sue radici nella civiltà etrusca, 2500 anni fa. Testimonianza della presenza etrusca sono i ritrovamenti di urne funerarie risalenti al 135 a.C. presso il Casale I Bianchi; la ricchezza del terreno e l’altitudine di oltre 150 m sul livello del mare erano infatti caratteristiche essenziali per gli insediamenti etruschi. È opinione comune che il nome Castelfalfi sia una derivazione di Castrum Faolfi o Farolfi, cioè la roccaforte militare di Faolfo, re longobardo che pare abbia fondato il Borgo. La prima ed unica prova scritta di tale periodo è una lettera del 754 in cui Walfredo di Ratgauso della Gherardesca cita Castelfalfi in occasione di una donazione alla Badia di Monteverdi in Maremma. Ma se ci fosse stato un errore di trascrizione e il nome fosse invece Fuolfi, significherebbe che il Castello risale al 550-600 d.C. e quindi ad un periodo pre-longobardo, circa 200 anni prima rispetto alla datazione ufficiale.
Durante il basso Medioevo, nel 1139, il Castello di Castelfalfi viene venduto da Ranieri della Gherardesca al vescovo di Volterra per cento lire. Nel 1230 Castelfalfi entra a far parte del contado di San Miniato insieme a Tonda, Vignale e Camporena. Nel 1200 il piviere di Castelfalfi aveva 13 chiese suffraganee.
Intorno al 1370, Castelfalfi, insieme alle comunità circostanti, si sottomette alla Repubblica di Firenze distaccandosi da San Miniato.
Dal Rinascimento al XX secolo
Nel 1475 i proprietari di Castelfalfi sono Giovanni di Francesco Gaetani e sua moglie Costanza de' Medici, che ristrutturano il castello dandogli l’aspetto di villa e costruiscono qui una seconda dimora. Durante l’aspra guerra tra Firenze e Siena, nel 1554, Castelfalfi viene saccheggiato e incendiato dalle milizie di Piero Strozzi.
Castelfalfi passa poi alla famiglia Medici - Tornaquinci.
Per lungo periodo il Borgo vive la tranquilla quotidianità di una grande fattoria con molti mezzadri e alcuni braccianti dell’azienda unificata dai Gaetani, dai Bardi e dai Biondi.
All’inizio del XX secolo viene edificata una tabaccaia, essiccatoio per le piante di tabacco giunte dall’America e coltivate anche in questa zona.
Durante la Seconda Guerra Mondiale il castello ospita una divisione dell'esercito tedesco, e viene danneggiato da bombardamenti americani durante la loro avanzata per la liberazione del territorio.
A partire dal secondo dopoguerra e per alcuni decenni a venire, il Borgo e la fattoria di Castelfalfi sono stati progressivamente abbandonati da abitanti ed artigiani, in cerca di lavoro nelle fabbriche della Valdera.

## Recupero territoriale
Nel 1982 l'imprenditore milanese Virginio Battanta rileva dal tribunale di Firenze le società che detenevano tutto il borgo medievale ed i 1320 ettari di terreno agricolo che costituivano la tenuta di Castelfalfi, incluse le 36 case coloniche e il campo da golf. Tutti i beni ed i terreni erano stati detenuti fino a quel momento da diverse società che avevano sottoscritto un concordato fallimentare con il tribunale di Firenze. Successivamente inizia il ripristino e la ricostruzione di alcuni degli immobili di maggior valore quale il castello, la villa Medicea ed altri edifici siti nel centro storico.
Dopo una lunga consultazione pubblica con i cittadini e le associazioni ambientaliste, nel 2011 l'amministrazione comunale di Montaione decide di approvare un progetto di restauro.
Comincia così la ristrutturazione del preesistente campo da golf, aggiungendo ulteriori 9 buche per un totale di 27 buche. Successivamente avviene la riorganizzazione dell'azienda agricola, che fortifica la sua produzione di vini ed olio arrivando a coltivare 25 ettari di vigneti ed oltre 10.000 olivi in modo completamente biologico. Dal 2012 al 2014 vengono ristrutturati i principali edifici del borgo e il castello, oltre a molti casali che vengono trasformati in ville ed appartamenti.
Vengono realizzati bacini artificiali per la raccolta delle piogge dedicati all'irrigazione di vigneti ed oliveti e modernizzati gli impianti di purificazione collegati ai pozzi per la fornitura di acqua potabile.

## Oggi
Il resort 5 stelle, insieme a tutto il borgo di Castelfalfi nel comune di Montaione (Firenze), è stato acquistato nel 2006 da Tui Group, il quale, in crisi di liquidità per gli effetti della pandemia, lo ha venduto nell’estate 2021 a Incorp Holdings B.V., società nei Paesi Bassi che fa parte del gruppo asiatico Sp Lohia Family del mecenate indonesiano Sri Prakash Lohia. Il nuovo Castelfalfi ha previsto un grande rinnovamento con investimenti che hanno coinvolto tutta l’aerea. L'obiettivo, con la nuova nomina è quello di portare il resort di lusso a livelli di standard molto elevati. Un'altra tappa nello sviluppo del nuovo Toscana Resort Castelfalfi: Roberto Protezione è stato nominato general manager che ha sostituito Isidoro Di Franco, nel febbraio 2023.
Il ‘nuovo’ Castelfalfi ha aperto quindi venerdì 1º aprile 2022, con grandi investimenti di ristrutturazione che hanno coinvolto tutta l’area: sono state presentate al pubblico, rinnovate, 60 stanze sulle 120 totali dell’edificio principale, le aree pubbliche e la reception anch’esse oggetto di restyling, un nuovo bar panoramico, un parco avventura, un ristorante (il sesto del borgo), e ingenti investimenti sono stati devoluti anche all’agricoltura. L’acquisizione del gruppo che fa capo all’imprenditore indonesiano Sri Prakash Lohia aveva come obiettivo di creare un luogo unico al mondo, che fa vivere esperienze che vanno dall’agricoltura alla natura al golf e all’ospitalità. Castelfalfi è aperto a tutti, non vuole essere un resort chiuso, privato, ma un luogo dove gli ospiti della struttura fanno parte di una comunità che vive a nel borgo; è un unicumm nel panorama europeo.